# Cissus stipulata
Cissus stipulata är en vinväxtart som beskrevs av Vell.. Cissus stipulata ingår i släktet Cissus och familjen vinväxter. Inga underarter finns listade i Catalogue of Life.